# Lasioglossum magdalena
Lasioglossum magdalena là một loài Hymenoptera trong họ Halictidae. Loài này được Baker mô tả khoa học năm 1906.